# احمد مدنیه
احمد مدنیه (عربی: أحمد مدنية؛ زادهٔ ۱ ژانویهٔ ۱۹۹۰) بازیکن فوتبال اهل سوریه است.
از باشگاه‌هایی که در آن بازی کرده‌است می‌توان به باشگاه ورزشی الجیش اشاره کرد.
وی همچنین در تیم‌های ملی فوتبال زیر ۱۷ سال سوریه، زیر ۲۳ سال سوریه، و سوریه بازی کرده‌است.